# Puerto Madryn
Puerto Madryn (Aussprache [ˈpwe̞ɾt̪o ˈma̠ð̞ɾin]; walisisch Porth Madryn) ist eine Stadt im südlichen Argentinien. Sie liegt am Golfo Nuevo südlich der Halbinsel Valdés, einem UNESCO-Weltnaturerbe, an der Atlantikküste in der zu Patagonien gehörenden Provinz Chubut.
Mit 81.995 Einwohnern (2010) ist Puerto Madryn die drittgrößte Stadt der Provinz. Sie ist Hauptstadt und einziger größerer Ort des Departamento Biedma, mit 99 Prozent der Bevölkerung des Departamentos. Die Fläche des Stadtgebiets beträgt 360 km².

## Geografie
Die Stadt liegt am Fuß der patagonischen Meseta, welche im Golfo Nuevo in der Form eines natürlichen Amphitheaters zum Meer hin abfällt. Nördlich an den Golf schließt die Halbinsel Valdés an, ein weltbekanntes Naturreservat (seit 1999 UNESCO-Weltnaturerbe), auf der die Tierwelt der Küste bis heute weitgehend intakt ist (Seelöwen, Wale, Pinguine, Robben, diverse Vogelarten). Die Vegetation ist in der gesamten Umgebung spärlich und vom Monte, einer steppenhaften Buschlandschaft, geprägt.
Das Klima ist gemäßigt und trocken. Es wird geprägt vor allem durch die starken Winde, die Pamperos, die von Südwesten her blasen. Der Sommer ist warm mit einer Durchschnittstemperatur von 21 °C im Januar (Tagesextreme 27/16 °C) und die Winter kühl mit 8 °C im Juli (Tagesextreme 13/3 °C). Die Sonnenscheindauer ist das ganze Jahr über hoch, was die Stadt geeignet als Badeort macht; zudem sind die Wassertemperaturen durch den warmen Brasilstrom im Sommer höher als in den weiter nördlich gelegenen Küstenorten der Provinz Buenos Aires.

## Geschichte
Die Stadt wurde im Jahr 1865 von Einwanderern aus Wales gegründet. Ende des 19. Jahrhunderts wurde der Ort durch eine Eisenbahnlinie (heute stillgelegt) mit der südwestlich landeinwärts liegenden Nachbarstadt Trelew verbunden, in deren Umgebung intensiv Landwirtschaft betrieben wird; die Produkte wurden in Puerto Madryn verschifft. Um 1970 wurde jedoch wegen einer ungünstigen Zollpolitik ein Einbruch in der Aktivität der Stadt verzeichnet; ihre Bedeutung als Hafen ging zurück. Seitdem hat sich die Wirtschaft von Puerto Madryn vervielfältigt, es erfolgte die Ansiedlung von Industrie (insbesondere Aluminiumherstellung) und ein Anwachsen des Tourismus. Die Stadt hat sich seitdem wieder von ihrem Einbruch erholt und weist ein hohes Bevölkerungswachstum auf.

## Bildung
In der Stadt gibt es eine Zweigstelle der Universidad Nacional de la Patagonia, an der lagespezifische Studiengänge wie Meeresbiologie und Fischerei-Ingenieurwesen angeboten werden. Des Weiteren befindet sich hier das Bildungsinstitut CENPAT, in dem Konventionen und andere Veranstaltungen stattfinden.

## Wirtschaft und Infrastruktur
Die Stadt ist bedeutend vor allem als Standort des einzigen Aluminiumherstellers des Landes, Aluar, sowie als Zentrum der Fischerei und des Tourismus der Provinz. Im Fremdenverkehr ist Puerto Madryn als Ausgangspunkt für Touren auf die Halbinsel Valdés mit ihrer intakten Tierwelt sowie als Badeort bedeutend. Vor allem als Tauchmetropole hat sich Puerto Madryn auch international einen Namen gemacht. Die Stadt verfügte im Jahr 2011 über 7.404 Hotelbetten.
Der kleine Flughafen El Tehuelche (IATA-Code: PMY) verbindet Puerto Madryn auf dem Luftweg mit Buenos Aires und anderen Städten Argentiniens. In der weiteren Umgebung der Stadt befindet sich der größere Flughafen Almirante Marcos A. Zar nahe der Stadt Trelew.

## Städtepartnerschaften
- Nefyn, Wales, Vereinigtes Königreich, seit dem 24. September 1998
- Paola, Italien, seit 1994
- Pisco, Peru, seit dem 25. November 1994
- Puerto Montt, Chile, seit dem 12. Februar 1994

## Persönlichkeiten

### Hier geboren
- Gabriel Mercado, Fußballspieler